# Воложба (деревня)
Воложба — деревня в Мелегежском сельском поселении Тихвинского района Ленинградской области.

## История
Деревня Воложба упоминается на карте Новгородского наместничества 1792 года А. М. Вильбрехта.
Деревня Воложба обозначена на «Специальной карте западной части России» Ф. Ф. Шуберта 1844 года.

ВОЛОЖБА — деревня Воложбинского общества, прихода Мелегижского погоста. Река Воложба.

Крестьянских дворов — 43. Строений — 122, в том числе жилых — 57. Кузница и водяная мельница.

Число жителей по семейным спискам 1879 г.: 131 м. п., 135 ж. п.; по приходским сведениям 1879 г.: 118 м. п., 128 ж. п.

В конце XIX — начале XX века деревня административно относилось к Костринской волости 3-го земского участка 1-го стана Тихвинского уезда Новгородской губернии.

ВОЛОЖБА — деревня Воложбинского общества, дворов — 58, жилых домов — 54, число жителей: 170 м. п., 148 ж. п.

Занятия жителей — земледелие, лесные промыслы. Река Воложба. Часовня, земская школа, хлебозапасный магазин, мелочная лавка. (1910 год)

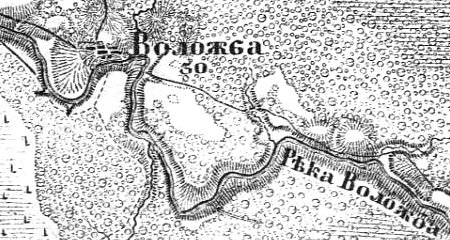
Деревня Воложба на карте 1913 года

Согласно карте Петроградской и Новгородской губерний 1913 года деревня Кострина насчитывала 30 дворов.
С 1917 по 1918 год деревня Воложба входила в состав Костринской волости Тихвинского уезда Новгородской губернии.
С 1918 года в составе Череповецкой губернии.
С 1924 года в составе Пригородной волости.
С 1927 года в составе Плесовского сельсовета Тихвинского района.
С 1928 года в составе Воложбенского сельсовета. В 1928 году население деревни Воложба составляло 326 человек.
Согласно карте Ленинградской области Северо-западного аэрогеодезического треста ГГУ издания 1932 года деревня насчитывала 36 крестьянских дворов. В деревне находился сельсовет.
По данным 1933 года деревня Воложба являлась административным центром Воложбенского сельсовета Тихвинского района, в который входили 4 населённых пункта: деревни Воложба, Городище, Жилоток, Плессо, общей численностью населения 952 человека.
По данным 1936 года в состав Воложбенского сельсовета входили 5 населённых пунктов, 174 хозяйства и 4 колхоза.
С 1952 года, в составе Воложбенского сельсовета Бокситогорского района.
С 1954 года в составе Плесовского сельсовета.
С 1957 года в составе Плесовского сельсовета Тихвинского района.
В 1958 году население деревни Воложба составляло 79 человек.
С 1960 года в составе Андреевского сельсовета.
По данным 1966, 1973 и 1990 годов деревня Воложба также входила в состав Андреевского сельсовета Тихвинского района.
В 1997 году в деревне Воложба Андреевской волости проживали 11 человек, в 2002 году — 10 (все русские).
В 2007 году в деревне Воложба Мелегежского СП проживали 11 человек, в 2010 году — 18.

## География
Деревня расположена в юго-западной части района на автодороге 41К-903 (Мелегежская Горка — Плесо).
Расстояние до административного центра поселения — 15 км.
Расстояние до ближайшей железнодорожной станции Тихвин — 18 км.
Деревня находится на правом берегу реки Воложба, к востоку от деревни протекает Кобылий ручей.

## Демография
| 1879 | 1910 | 1928 | 1958 | 1997 | 2002 | 2007 |
| ---- | ---- | ---- | ---- | ---- | ---- | ---- |
| 266  | ↗318 | ↗326 | ↘79  | ↘11  | ↘10  | ↗11  |
| 2010 | 2017 |      |      |      |      |      |
| ↗18  | ↗23  |      |      |      |      |      |

### Национальный состав
Согласно данным Всероссийской переписи населения 2021 года в деревне проживали 25 человек, все русские.

## Достопримечательности
- Камень-следовик в 200 метрах к востоку от деревни[21]

## Религия
- Часовня Илии Пророка, 2000 года постройки, деревянная, действующая[22]

## Улицы
Речная, Центральная.